# ملكة جمال الفلبين 2015
ملكة جمال الفلبين 2015، هي النسخة الثانية والخمسين من المسابقة منذ انطلاقتها في عام 1964، أُقيمت في سمارت أرانيتا كولوسيوم في كيزون ، مترو مانيلا، الفلبين، في 15 مارس 2015.
في نهاية الحدث، توجت بيا فورتزباخ بلقب ملكة جمال الكون في الفلبين 2015 من قبل ماري جان لاستيموسا، كما توجت جانيسيل لوبينا بلقب ملكة جمال الفلبين الدولية 2015 من قبل بيانكا غيدوتي، وكريستي ماكغاري بلقب ملكة جمال الفلبين انتركونتيننتال 2015 من قبل كريس تيفاني جانسون. تم أيضًا تتويج روجيلي كاتاكوتان بلقب ملكة جمال الفلبين فوق الوطنية 2015 من قبل يفيثي ماري سانتياغو، وآن كوليس بلقب ملكة جمال الفلبين السياحة 2015 من قبل بارول شاه. حصلت هانا روث سيسون على لقب الوصيفة الأولى، بينما اختيرت كيمفرلين سويزا في المركز الوصيفة الثانية.

## النتائج

### المراكز النهائية
| النتائج النهائية                      | المتسابقة |
| ------------------------------------- | --- |
| ملكة جمال الكون الفلبين 2015          | - كاجايان دو آورو - بيا فورتزباخ |
| ملكة جمال الفلبين الدولية 2015        | - بالاوان - جانيسيل لوبينا |
| ملكة جمال الفلبين فوق الوطنية 2015    | - مدينة سيبو - روجيلي كاتاكوتان |
| ملكة جمال الفلبين انتركونتيننتال 2015 | - نبوا - كريستي ماكغاري |
| ملكة جمال الفلبين السياحة 2015        | - مكسيكو - آن كوليس |
| الوصيفة الأولى                        | - أواس - هانا روث سيسون |
| الوصيفة الثانية                       | - ماريكينا - كيمفرلين سويزا |
| أفضل 15                               | - مابالاكات - مولين يالونغ - باغويو - كايلي فيرزوزا - تايوي - برنسيس جوي كامو - باراناك - برينا كاساندرا جامبوا - سولوب - أليزا فلور ماليناو - أنتيبولو - أنجا فانيسا بيتر - بادادا - جوستين بياتريس فيليزارتا - باراناك - تيريسيتا سسن ماركيز |

## روابط خارجية
- موقع ملكة جمال الفلبين الرسمي